# カブトホウカンチョウ
カブトホウカンチョウ（兜鳳冠鳥、Pauxi pauxi）は、キジ目ホウカンチョウ科に分類される鳥類。

## 分布
- P. p. gilliardi

ベネズエラ北東部（コロンビアに分布する可能性もあり）
- P. p. pauxi

ベネズエラ北部

## 全長
全長85-92cm。全身は緑色の光沢がある黒い羽毛で被われる。腹部や尾羽基部の下面（下尾筒）は白い羽毛で被われる。
嘴の色彩は赤い。額に青みがかった灰色の突起がある。
卵は長径8.8cm、短径6.3cmで、卵を覆う殻は白い。メスは頸部を除いた全身に褐色の斑紋が入り、尾羽の色彩は黒褐色で先端が淡褐色。

## 生態
標高500-2,200m（主に標高1,000m）にある湿潤林に生息する。
食性は植物食で、主に果実を食べるが、植物の葉、芽、種子なども食べる。
繁殖形態は卵生。樹上に巣を作り、1回に2個の卵を産む。抱卵期間は34-36日。

## 分類
- Pauxi pauxi gilliardi
- Pauxi pauxi pauxi　(Linnaeus, 1766)

## 人間との関係
生息地では食用とされる事もある。
開発による生息地の破壊、食用の乱獲などにより生息数は減少している。